# Prach (film)
Prach je český film režiséra Víta Zapletala z roku 2015, jde o jeho celovečerní debut. Premiéru měl na filmovém festivalu v Karlových Varech v roce 2015, do kinodistribuce se dostal o rok později. Byl také uveden na Febiofestu a Finále Plzeň. Vypráví o dvou synech a jejich rodinách, kteří se přijeli starat o svého otce poté, co utrpěl mrtvici.

## Obsazení
| Radek Valenta      |
| Hana Jagošová      |
| Vojtěch Poláček    |
| Eliška Stejskalová |
| Filip Truksa       |
| Hilda Novotná      |
| Rudolf Fuchs       |
| Miroslav Babuský   |
| Karel Vlček        |

## Recenze
- Jakub Jiřiště, IndieFilm.cz
- František Fuka, FFFilm